# Man & His Music (Remixes from Around the World)
Man & His Music (Remixes from Around the World) to kolekcja remiksów Boogie Down Productions.

## Lista utworów
1. "Advance"
2. "Poetry #1"
3. "BDP Medley #5"
4. "Word From Our Sponsor #8"
5. "Red Alert" (Criminal Minded)
6. "Super Hoe #4"
7. "BDP Medley #7"
8. "BDP Medley #11"
9. "Doc Mix" (Criminal Minded)
10. "Poetry #2"
11. "Criminal Minded #8"
12. "D Nice Rocks The House"
13. "Poetry #3"
14. "Criminal Minded #6"